# رشته‌کوه لچخومی
رشته‌کوه لچخومی (به لاتین: Lechkhumi Range) یک رشته‌کوه در گرجستان است. رشته‌کوه لچخومی ۳٬۵۸۴ متر بالاتر از سطح دریا واقع شده‌است.